# Odaraia alata
Odaraia alata és una espècie de crustaci del Cambrià mitjà. Les seves restes fòssils, que poden arribar als 15 centímetres de longitud, s'han trobat al jaciment dels esquists de Burgess a la Colúmbia Britànica, Canadà.
Presentava un parell de grans ulls a la part frontal del seu cos i podria haver tingut un parell d'ulls més petits entremig. Tenia un cos tubular amb almenys 45 parells de potes birràmies i la seva cua presentava tres aletes (dues horitzontals i una vertical) que utilitzava per a estabilitzar a l'animal mentre nedava sobre la seva esquena.